# 前田順弘
前田 順弘（まえだ よしひろ）は、劇団四季に所属していた日本の元ミュージカル俳優。現在はスタイリストとして活動している。

## 略歴
出身は愛知県。高校時代は新体操で活躍し、全国大会優勝にて優勝。
2008年（平成20年）に『ミュージカル李香蘭』にて初舞台を踏み、その後は劇団四季ミュージカル『ライオン・キング』に出演。2009年（平成21年）からは『劇団四季 ソング&ダンス55ステップス』に出演した。
妻はファッションモデルの辻元舞であり、かつて前田がユニバーサル・スタジオ・ジャパンでスタントマンをしていた事から、東京にいるUSJの卒業生が集まる会で親しくなり、前田がスタイリストに転身して間もない2013年（平成25年）に結婚。辻元との間には息子2人と娘1人がいる。